# トゥターエフ
座標: 北緯57度53分 東経39度33分 / 北緯57.883度 東経39.550度

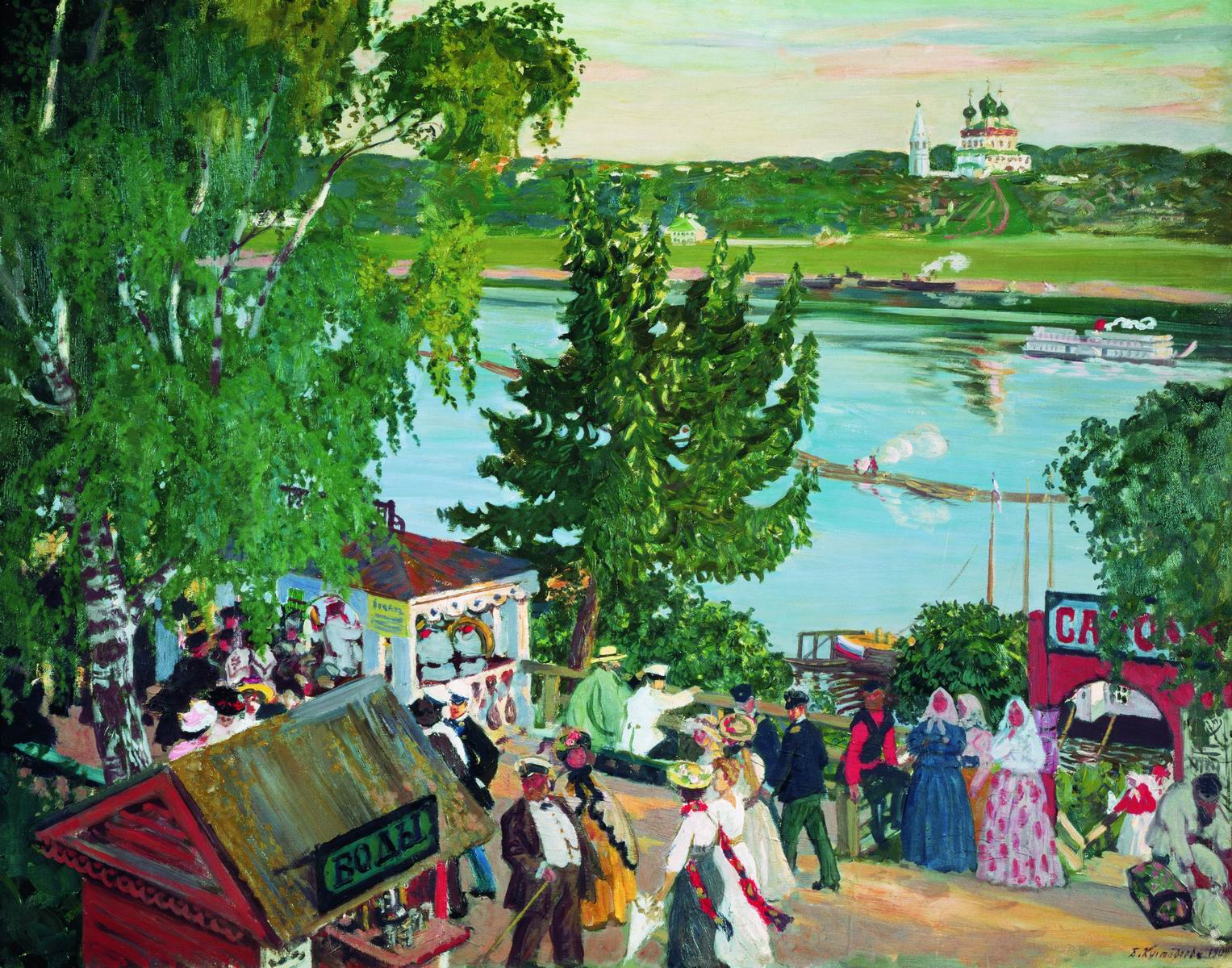
ボリス・クストーディエフ、ヴォルガ沿いの散策路、1909年

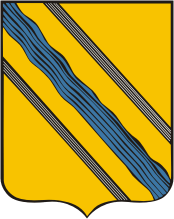
トゥターエフ市の紋章（1778年）

トゥターエフ（ツターエフ；ロシア語:Тута́ев；Tutayev, Tutaev, Tutajev）は、ロシア連邦のヤロスラヴリ州にある都市。人口は3万9643人（2021年）。州都ヤロスラヴリの40km北西にある。ダニロフ丘陵の西側に位置し、北西から南東へ向かって流れるヴォルガ川の両岸に町が広がっている。

## 歴史
1918年以前、トゥターエフは「ロマノフ＝ボリソグレブスク」（Рома́нов-Борисогле́бск）と称した。1822年にツァーリの勅令で一つの町となる前は、ヴォルガ川右岸のロマノフと左岸のボリソグレブスクは別々の町であった。
ロマノフはヤロスラヴリ公ロマン・ヴァシリエヴィチにより1370年頃に建設され、公の名を採りロマノフと名づけられたと伝えられる（1283年にウグリチ公ロマン・ウラディミロヴィチにより建設されたという異説もある）。15世紀にはノガイ・オルダの支配下にあったロマノフは1491年にモスクワ大公国に編入された。一方、ボリソグレブスクは15世紀末に記録に初出し、当時はモスクワ大公国支配下の漁村であったことが分かる。ボリソグレブスクとは、聖ボリスとグレブに由来する。
1777年に両岸の町はそれぞれ市として認められ、1822年に合併した。20世紀初頭までは羊の飼育と羊毛作りを行う町だった。ロシア革命後の1918年、ヤロスラヴリ蜂起で戦死した赤軍兵士イヴァン・トゥターエフ（1899年 - 1918年）にちなんでトゥターエフと改名された。

## 町の概要と見所
市の人口の多くはヴォルガ川右岸（以前のロマノフ）側に住んでいる。市街地のうち、ヴォルガ川沿岸一帯には木造の古い家家並みや救世主復活大聖堂などの歴史的建築物が立ち並んでいるが、川から離れた部分にはソ連時代のアパートが立ち並んでいる。ヴォルガ川の対岸へ渡る橋はないため、住民はフェリーで川を渡るか、北のルイビンスクもしくは南のヤロスラヴリなど橋のある街まで車を走らせている。
ヴォルガの左岸側（かつてのボリソグレブスク）には17世紀から18世紀に遡る聖堂が右岸側より多く建つ。例えば、十字架挙栄大聖堂Крестовоздвиженский собор（1658年）、救世主復活大聖堂 Воскресенский собор （1652年 - 1678年）、Казанско-Преображенская церковь （1758年）、生神女庇護聖堂 Покровская церковь （1674年）などがある。
トゥターエフには旧ソ連でも最大級の自動車・トラクター用ディーゼルエンジン工場が立地している。ヤロスラヴリからルイビンスクを経てボロゴエに至る鉄道路線の支線がトゥターエフに伸びており、終点のトゥターエフ駅はヴォルガ川右岸にある。
近郊には、世界初の女性宇宙飛行士ワレンチナ・テレシコワの生まれた村があり、その記念館がある。